# Leptostylis
Genre
Classification phylogénétique
Leptostylis est un genre de plantes à fleurs de la famille des Sapotaceae. Ce sont des arbres originaires de Nouvelle-Calédonie.
Selon Plants of the World Online, le taxon est un  synonyme de Pycnandra.

## Liste d'espèces
- Leptostylis filipes
- Leptostylis gatopensis
- Leptostylis goroensis
- Leptostylis grandifolia
- Leptostylis longiflora
- Leptostylis micrantha
- Leptostylis multiflora
- Leptostylis petiolata